# Самюел Бол Платнър
Самюел Бол Платнър (на английски: Samuel Ball Platner) е американски класицист и археолог, известен като специалист по топографията на Древен Рим.

## Биография
Самюел Бол Платнър е роден на 4 декември 1863 г. в Юнионвил, Кънектикът. През 1883 г. завършва Йейлския колеж, а две години по-късно през 1885 г. получава докторат по философия.
Започва професионалната си кариера през 1890 г. като асистент по латински и френски език в колеж „Аделберт“ към университета „Кейс Уестърн Ризърв“. През 1892 г. става професор по латински в същия колеж. През 1899 – 1900 г. e професор в Американската школа по класически изследвания в Рим, където е и изпълнителен секретар от 1897 до 1911 г.
Той е член на Американската филологическа асоциация (на която е президент през 1900 – 1901 г.), Археологическия институт на Америка, Класическата асоциация на Средния Запад и Юг и Американската историческа асоциация.
През живота си той публикува много статии и рецензии. Най-известен е като автор на различни топографски трудове за древния Рим, най-известното произведение от които е „Топографски речник на Древен Рим“. Трудът е завършен след смъртта му от Томас Ашби от Британското училище в Рим и публикуван през 1929 г. Платнър е сътрудник и на Encyclopædia Britannica: Elevent Edition. Малко преди смъртта си започва преводи на Авъл Гелий за "Loeb Classical Library".
Платнър умира на 20 август 1921 г., докато пресича Атлантическия океан за пътешествие към европейския континент.

## Галерия
- Карта на Древен Рим от 1904 г.
- Римски форум от 1904 г.
- Скица от разкопки на комиций в Римската империя, 1904 г.
- Циркус Максимус от 1911 г.
- Термите на Траян и Тит от 1911 г.
- Реконструкция на Портик на Октавия от 1911 г.

### Цитирана литература
- Classical Philology. In Memoriam: Samuel Ball Platner. Т. 17.   Chicago, The University of Chicago Press, 1922. (на английски)
- Williamson, J. D. Samuel Ball Platner, 1863 – 1921.   Cleveland, Columbia University Libraries, 1921. (на английски)
- Платнър, Самюел Бол. „Топографски речник на Древен Рим“.   London, Oxford University Press, 1929. (на английски)